# Mělník
Mělník é uma cidade checa localizada na região da Boêmia Central, distrito de Mělník.

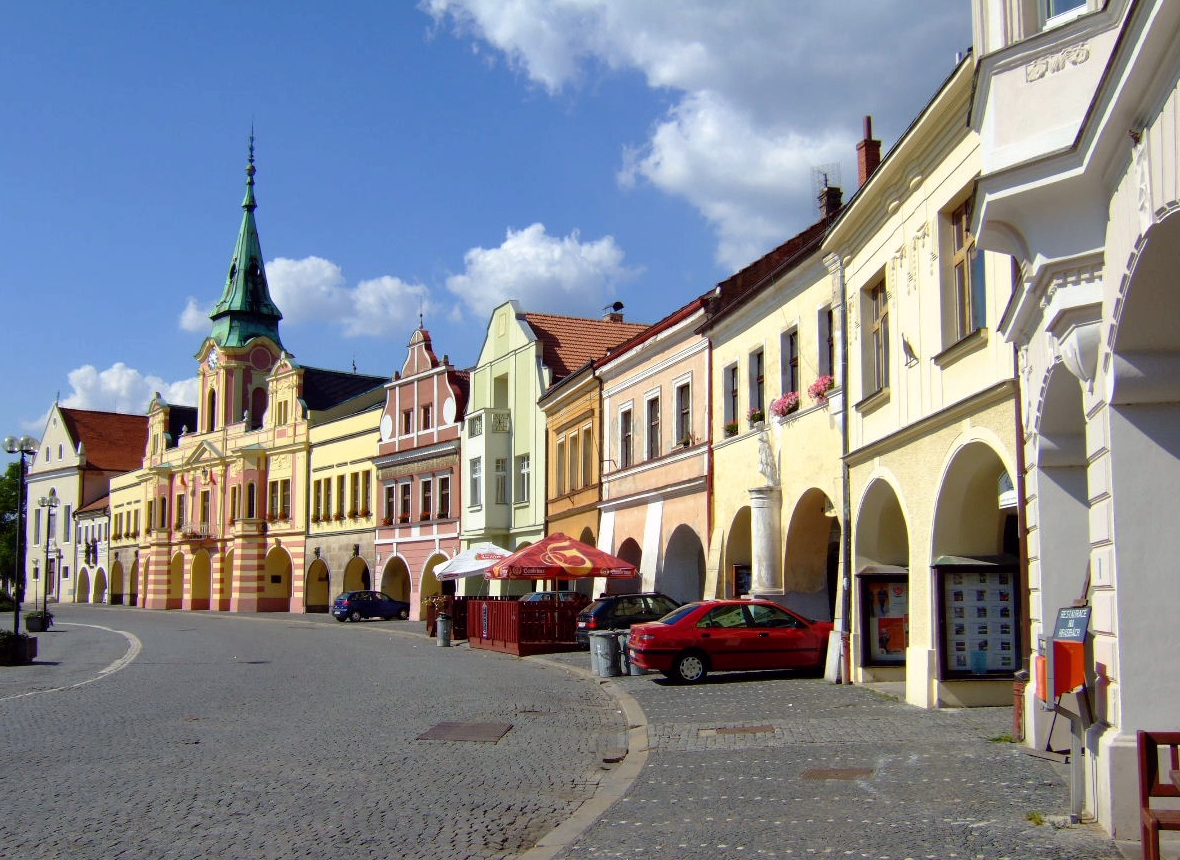
A área central da cidade
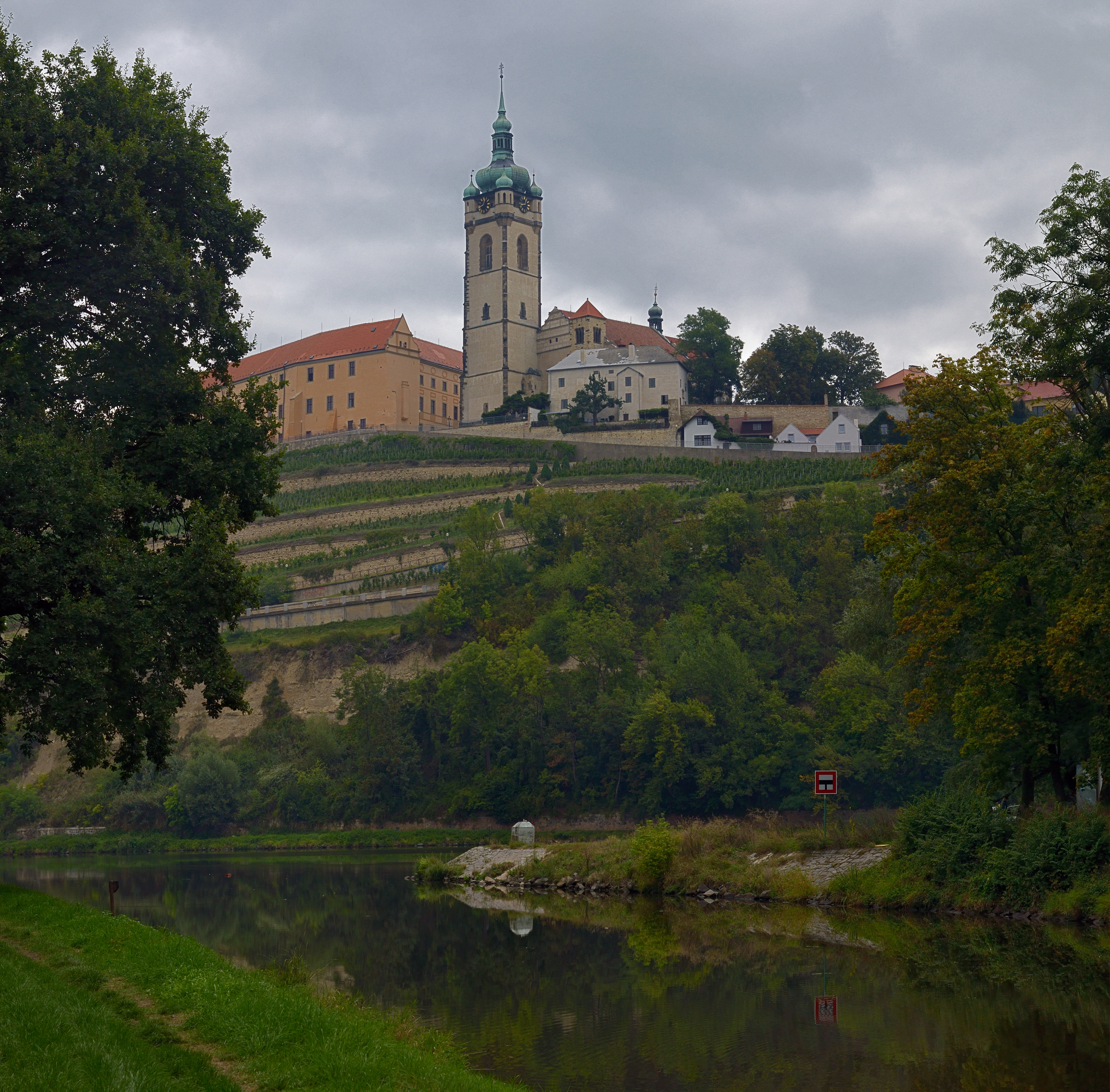
Castelo acima da confluência do Vltava e Labe
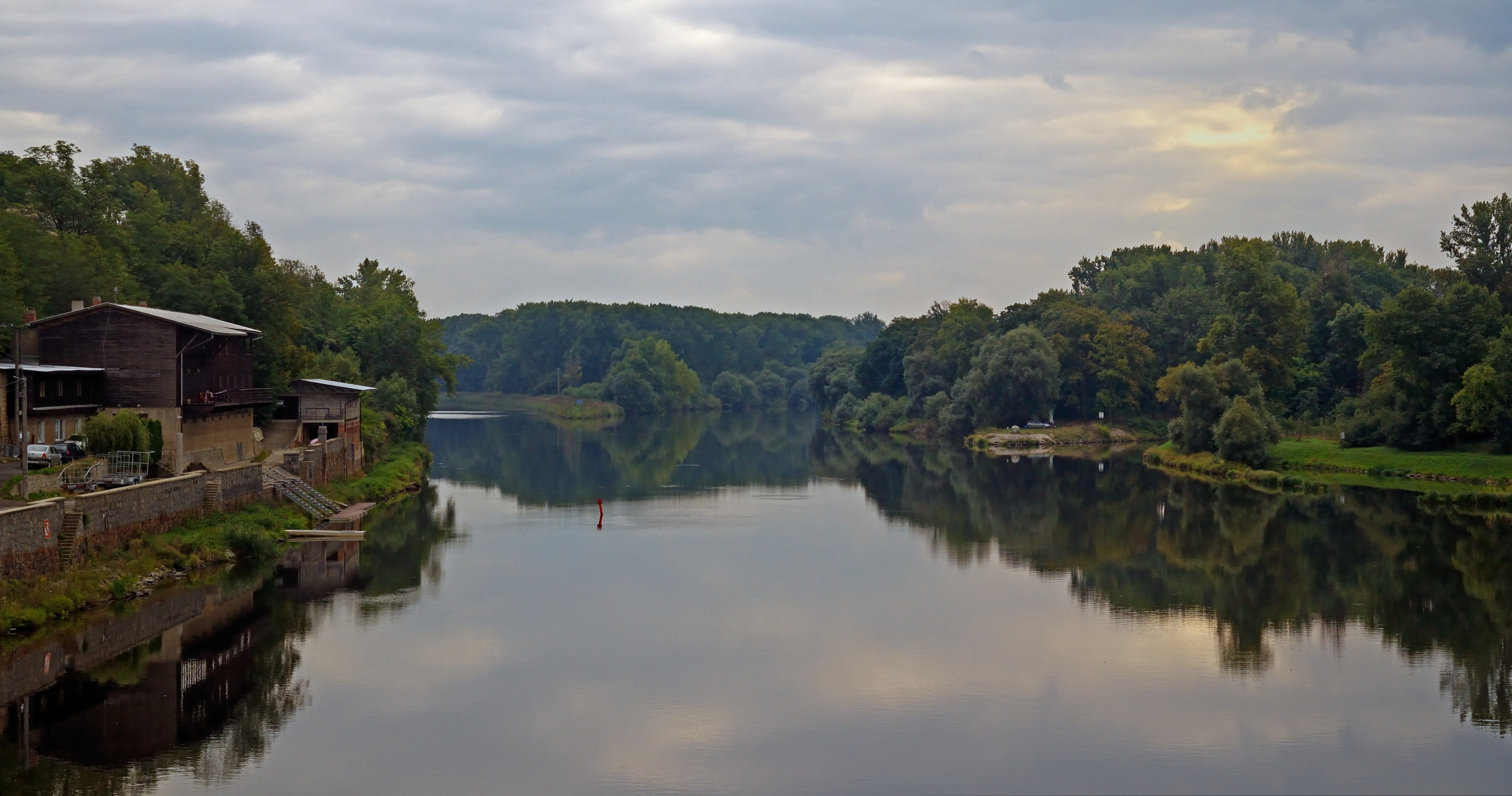
Afluência do Vltava e Labe